# Hildasholm
Hildasholm est une propriété semblable à une gentilhommière située à Leksand en Dalécarlie (Suède). Elle fut conçue par l'architecte Torben Grut et construite en 1910-1911 pour le médecin et écrivain Axel Munthe et sa femme Hilda.
Au voisinage de l'église de Leksand, Munthe disposait d'une maison nommée Stengården. Suivant une tradition familiale il aurait fait présent de Stengården comme « Morgengabe » à son épouse anglaise Hilda, née Pennington-Mellor. Après sa mort survenue en 1967, la propriété prit le nom de Hildasholm.
Depuis 1980 l'entretien de la propriété est assuré grâce à une fondation créée par  les enfants d'Axel et Hilda Munthe. La commune de Leksand y participe aussi. C'est Malcolm, le fils d'Axel et Hilda Munthe qui légua à la fondation la maison avec tout ce qu'elle contenait de précieux. Hildasholm fut classé monument historique en 1988. Une restauration de l'ensemble a eu lieu pendant les années 1994 - 1999 grâce à une grosse contribution du comté de Dalarna et à des fonds de l'Union européenne.
Les jardins qui ont été créés alors que la maison venait d'être bâtie ont en grande partie subsisté. Le climat permet une décoration florale inspirée de la France et de l'Angleterre. Pendant l'été 2004 on a aménagé deux nouveaux jardins à Hildasholm ; l'un d'eux est un jardin potager installé au même endroit que celui de Hilda Munthe pendant les années 1920-1930 : c'est un jardin potager typique de Suède avec petits pois, carottes, oignons, arbres fruitiers et fleurs. Comme complément on a dessiné à un autre endroit un jardin médicinal dans l'esprit d'Axel Munthe.

## Source
- (sv) Cet article est partiellement ou en totalité issu de l’article de Wikipédia en suédois intitulé « Hildasholm » (voir la liste des auteurs).